# Circle K Sverige
Das Unternehmen Circle K Sverige AB ist eine Kette von Tankstellen und Convenience Shops in Schweden. Der Hauptsitz von Circle K Sverige befindet sich in Stockholm. Das Unternehmen gehört zum kanadischen Konzern Alimentation Couche-Tard und tritt seit 2017 unter der Marke Circle K auf. Der frühere Name war Statoil Fuel & Retail Sverige AB.
Rund 3500 Mitarbeiter arbeiten an den 760 Stationen und Läden im ganzen Land.

## Geschichte

### Entstehung von Statoil in Schweden

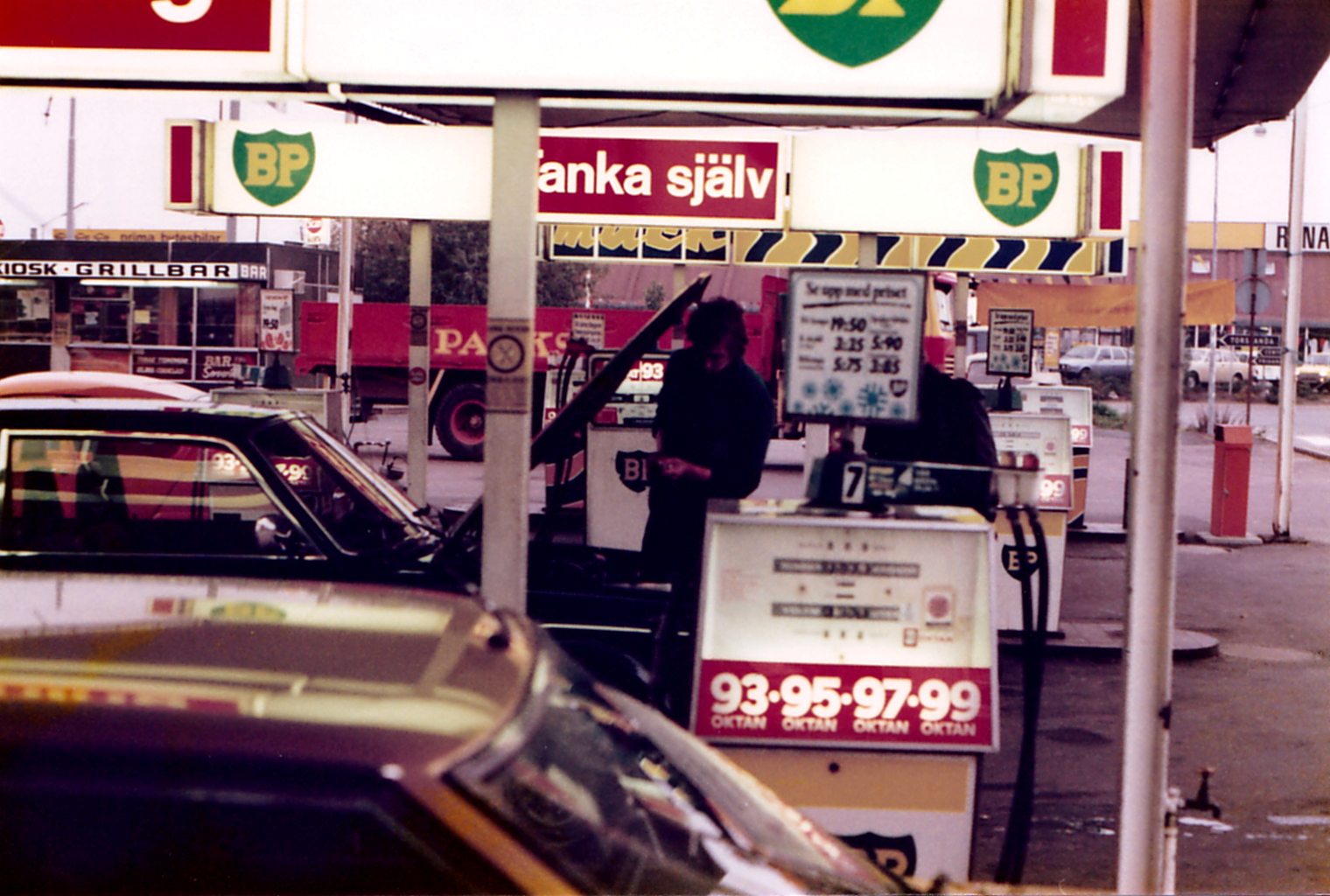
BP-Tankstelle Ringön in Göteborg, ca. 1978

Das ursprünglich als norwegisches Staats-, später privatisierte Unternehmen Statoil stieg mit der Übernahme des skandinavischen Tankstellennetzes des Konkurrenten Esso im Jahr 1986 auch in den schwedischen Markt ein. Mit der Übernahme des schwedischen Netzes von BP im Jahr 1993 konnte die Standortdichte um abermals 240 Tankstellen verstärkt werden, die ebenfalls nach und nach auf Statoil umgeflaggt wurden.
Ab 1999 wurden die Tankstellenshops gemeinsam mit dem größten Lebensmitteleinzelhändler des Landes, ICA, unter den Namen ICA Express betrieben. Die Kooperation endete 2004.
Neben Statoil wurden einige Stationen unter den Namen 1-2-3 geführt, die 2002 auf Statoil 1-2-3 umgeflaggt wurden.

### Weitere Übernahme und Verkauf

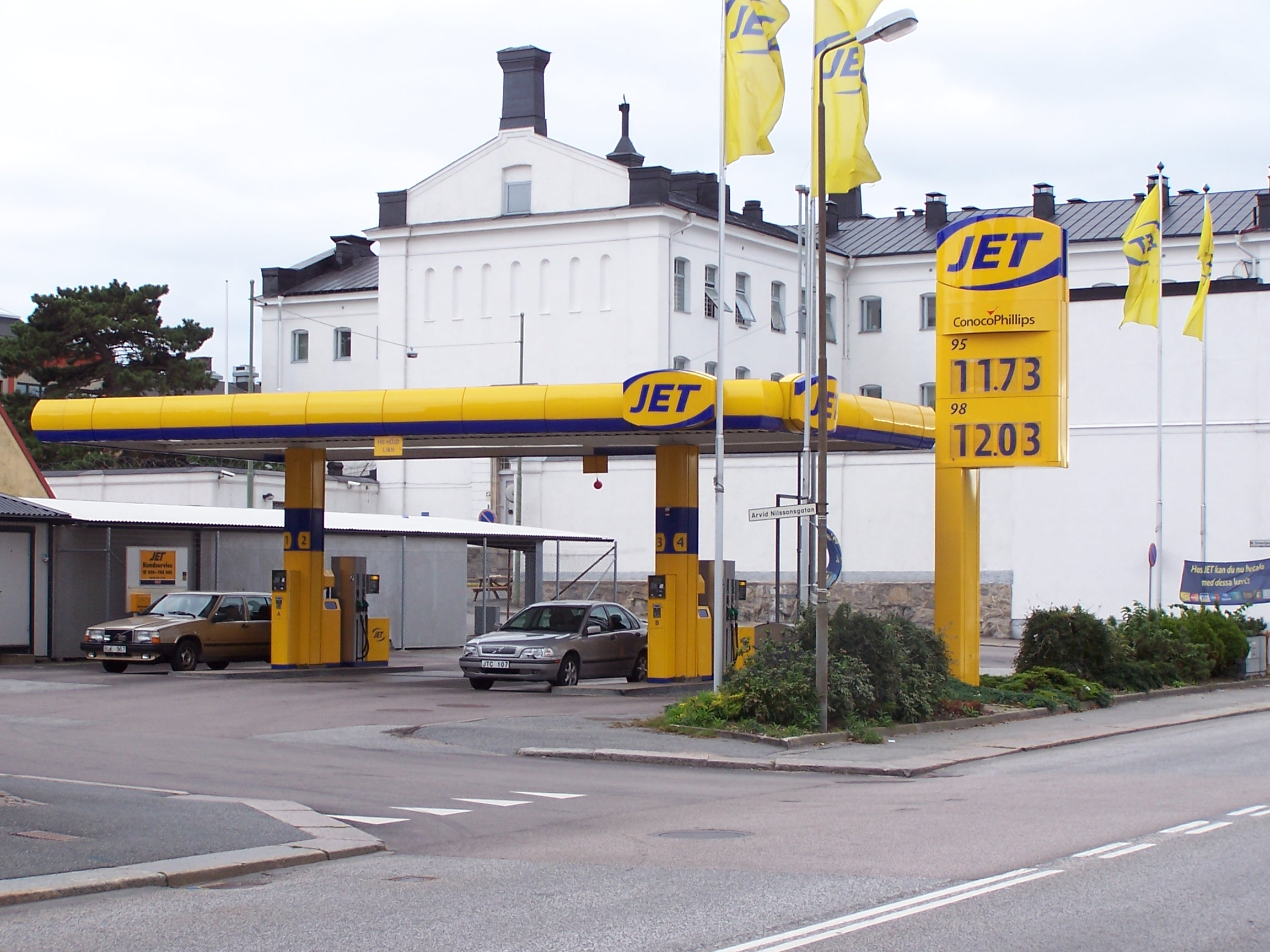
Jet-Tankstelle in Karlskrona

Zum 31. Dezember 2007 wurde mit der von ConocoPhilips geführten Marke Jet ein weiterer Konkurrent übernommen. Durch die Fusion des norwegischen Mutterkonzerns mit dem Unternehmen Norsk Hydro wechselten die Statoil-Standorte in den Besitz von Norsk Hydro und dem schwedischen Konzern Uno-X. Die EU-Kommission befand im Zusammenhang mit der Fusion den Einfluss Statoils als zu groß und erlaubte den Kauf der Jet-Tankstelle nur unter Auflagen, u. a. dem Verkauf von 40 der 163 Jet-Tankstellen in Schweden, die im April 2009 verkauft wurden. Die von Statoil betriebenen Jet-Tankstellen wurden vorerst unter dem bisherigen Namen weiterbetrieben.
Im Jahr 2010 brachte Statoil seine Einzelhandelsaktivitäten in ein separates Unternehmen unter dem Namen Statoil Fuel & Retail ein, das an der Osloer Börse notiert wurde. Im Jahr 2012 wurde das Unternehmen von der kanadischen Alimentation Couche-Tard für 2,8 Mrd. USD gekauft. Ab Oktober 2014 wurden die Jet-Stationen auf die neue Marke Ingo, ab Mai 2016 die Statoil-Stationen auf Circle K umgeflaggt.

### Fortführung als Circle K
Am 3. Mai 2016 wurde in Länna/Skogås die erste umgeflaggte Tankstelle eröffnet, mit der Umstellung der Statoil-Tankstelle Sundsvall E4 Syd konnte die Umflaggung Anfang Mai 2017 abgeschlossen werden. Mit Beginn der Umflaggung kam es zu Irritationen durch die neuen Flaggen. Die Anordnung der mit je einem K beschrifteten Flaggen an drei aufeinanderfolgenden Masten ergab die Kombination KKK, die mit der rassistischen amerikanischen Organisation Ku-Klux-Klan in Verbindung gebracht wurde. Nach Hinweisen wurden an einigen Tankstellen die mittlere Flagge ohne K ersetzt.